# Momoka Kinoshita
Momoka Kinoshita (木下 桃香?, Kinoshita Momoka; 2 marzo 2003) è una calciatrice giapponese, centrocampista del Tokyo Verdy Beleza e della nazionale giapponese.

## Statistiche

### Cronologia presenze e reti in nazionale
| Cronologia completa delle presenze e delle reti in nazionale ― Giappone | Cronologia completa delle presenze e delle reti in nazionale ― Giappone | Cronologia completa delle presenze e delle reti in nazionale ― Giappone | Cronologia completa delle presenze e delle reti in nazionale ― Giappone | Cronologia completa delle presenze e delle reti in nazionale ― Giappone | Cronologia completa delle presenze e delle reti in nazionale ― Giappone | Cronologia completa delle presenze e delle reti in nazionale ― Giappone | Cronologia completa delle presenze e delle reti in nazionale ― Giappone |
| Data                                                                    | Città                                                                   | In casa                                                                 | Risultato                                                               | Ospiti                                                                  | Competizione                                                            | Reti                                                                    | Note                                                                    |
| ----------------------------------------------------------------------- | ----------------------------------------------------------------------- | ----------------------------------------------------------------------- | ----------------------------------------------------------------------- | ----------------------------------------------------------------------- | ----------------------------------------------------------------------- | ----------------------------------------------------------------------- | ----------------------------------------------------------------------- |
| 8-4-2021                                                                | Yokohama                                                                | Giappone                                                                | 7 – 0                                                                   | Paraguay                                                                | Amichevole                                                              | -                                                                       | }                                                                       |
| 11-4-2021                                                               | Tokyo                                                                   | Giappone                                                                | 7 – 0                                                                   | Panama                                                                  | Amichevole                                                              | -                                                                       | }                                                                       |
| 13-6-2021                                                               | Utsunomiya                                                              | Giappone                                                                | 5 – 1                                                                   | Messico                                                                 | Amichevole                                                              | 1                                                                       | }                                                                       |
| Totale                                                                  |                                                                         | Presenze                                                                | 3                                                                       |                                                                         | Reti                                                                    | 1                                                                       |                                                                         |

## Palmarès

### Club
- Campionato giapponese: 4

Nippon TV Beleza: 2016, 2017, 2018, 2019
- Coppa dell'Imperatrice: 1

Tokyo Verdy Beleza: 2020